# Mestaruussarja 1979
La Mestaruussarja 1979 fu la settantesima edizione della massima serie del campionato finlandese di calcio, la quarantanovesima come Mestaruussarja. Il campionato, con il nuovo formato a doppia fase, venne vinto dall'OPS.

## Squadre partecipanti
| Club          | Città       | Stagione 1978               |
| ------------- | ----------- | --------------------------- |
| Haka          | Valkeakoski | 3º posto in Mestaruussarja  |
| HJK           | Helsinki    | Campione di Finlandia       |
| Ilves         | Tampere     | 1º posto in I divisioona    |
| KPT Kuopio    | Kuopio      | 2º posto in Mestaruussarja  |
| KPV           | Kokkola     | 8º posto in Mestaruussarja  |
| KTP           | Kotka       | 2º posto in I divisioona    |
| KuPS          | Kuopio      | 7º posto in Mestaruussarja  |
| MiPK          | Mikkeli     | 6º posto in Mestaruussarja  |
| OPS           | Oulu        | 5º posto in Mestaruussarja  |
| Pyrkivä Turku | Turku       | 10º posto in Mestaruussarja |
| Reipas Lahti  | Lahti       | 9º posto in Mestaruussarja  |
| TPS           | Turku       | 4º posto in Mestaruussarja  |

## Prima fase

### Classifica finale
|  | Pos. | Squadra       | Pt | G  | V  | N  | P  | GF | GS | DR  |
|  | ---- | ------------- | -- | -- | -- | -- | -- | -- | -- | --- |
|  | 1.   | OPS           | 32 | 22 | 11 | 10 | 1  | 39 | 15 | +24 |
|  | 2.   | KuPS          | 29 | 22 | 12 | 5  | 5  | 38 | 25 | +13 |
|  | 3.   | HJK           | 27 | 22 | 10 | 7  | 5  | 34 | 24 | +10 |
|  | 4.   | Reipas Lahti  | 25 | 22 | 10 | 5  | 7  | 33 | 36 | -3  |
|  | 5.   | KPT Kuopio    | 24 | 22 | 10 | 4  | 8  | 31 | 23 | +8  |
|  | 6.   | TPS           | 23 | 22 | 9  | 5  | 8  | 36 | 27 | +9  |
|  | 7.   | Haka          | 22 | 22 | 9  | 4  | 9  | 48 | 42 | +6  |
|  | 8.   | KTP           | 20 | 22 | 8  | 4  | 10 | 27 | 44 | -17 |
|  | 9.   | KPV           | 17 | 22 | 5  | 7  | 10 | 25 | 27 | -2  |
|  | 10.  | Ilves         | 16 | 22 | 6  | 4  | 12 | 31 | 41 | -10 |
|  | 11.  | Pyrkivä Turku | 16 | 22 | 5  | 6  | 11 | 17 | 31 | -14 |
|  | 12.  | MiPK          | 13 | 22 | 4  | 5  | 13 | 23 | 47 | -24 |

Legenda:
      Ammesse alla fase per il titolo
      Ammesse alla fase per la salvezza
Note:
Due punti a vittoria, uno a pareggio, zero a sconfitta.

## Seconda fase

### Fase per il titolo
Nella fase per il titolo le squadre portavano i punti conquistati al termine della prima fase.

#### Classifica finale
|  | Pos. | Squadra      | Pt | G  | V  | N  | P  | GF | GS | DR  |
|  | ---- | ------------ | -- | -- | -- | -- | -- | -- | -- | --- |
|  | 1.   | OPS          | 41 | 29 | 15 | 11 | 3  | 53 | 25 | +28 |
|  | 2.   | KuPS         | 40 | 29 | 17 | 6  | 6  | 58 | 33 | +25 |
|  | 3.   | HJK          | 35 | 29 | 14 | 7  | 8  | 48 | 36 | +12 |
|  | 4.   | KPT Kuopio   | 33 | 29 | 13 | 7  | 9  | 47 | 33 | +14 |
|  | 5.   | Reipas Lahti | 32 | 29 | 12 | 8  | 9  | 46 | 49 | -3  |
|  | 6.   | Haka         | 29 | 29 | 11 | 7  | 11 | 58 | 52 | +6  |
|  | 7.   | TPS          | 26 | 29 | 9  | 8  | 12 | 46 | 43 | +3  |
|  | 8.   | KTP          | 22 | 29 | 9  | 4  | 16 | 33 | 68 | -35 |

Legenda:
      Campione di Finlandia e ammessa alla Coppa dei Campioni 1980-1981
      Ammessa in Coppa UEFA 1980-1981
Note:
Due punti a vittoria, uno a pareggio, zero a sconfitta.

### Fase per la salvezza
Alla fase per la salvezza accedevano le squadre classificatesi dal nono al dodicesimo posto della prima fase e le prime quattro classificate nella I divisioona. Le squadre partivano con dei punti di bonus in base al piazzamento raggiunto nella prima fase.

#### Classifica finale
|  | Pos. | Squadra       | Pt | G | V | N | P | GF | GS | DR  |
|  | ---- | ------------- | -- | - | - | - | - | -- | -- | --- |
|  | 1.   | Ilves         | 14 | 7 | 4 | 3 | 0 | 16 | 5  | +12 |
|  | 2.   | OTP           | 13 | 7 | 5 | 0 | 2 | 18 | 11 | +7  |
|  | 3.   | KPV           | 11 | 7 | 2 | 3 | 2 | 9  | 11 | -2  |
|  | 4.   | Sepsi-78      | 10 | 7 | 2 | 4 | 1 | 8  | 5  | +3  |
|  | 5.   | Pyrkivä Turku | 9  | 7 | 2 | 3 | 2 | 9  | 8  | +1  |
|  | 6.   | MP            | 8  | 7 | 2 | 0 | 5 | 7  | 11 | -4  |
|  | 7.   | MiPK          | 7  | 7 | 2 | 2 | 3 | 7  | 14 | -7  |
|  | 8.   | GrIFK         | 4  | 7 | 1 | 1 | 5 | 11 | 20 | -9  |

Legenda:
      Ammesse in Mestaruussarja
      Vincitore della Suomen Cup 1979 e ammessa in Coppa delle Coppe 1980-1981
      Ammesse in I divisioona
Note:
Due punti a vittoria, uno a pareggio, zero a sconfitta.
Punti di bonus:
KPV e MP: 4 punti
Ilves e OTP: 3 punti
Pyrkivä Turku e Sepsi-78: 2 punti
MiPK e GrIFK: 1 punto